# Sidongui I
Sidongui I est un village du Cameroun, rattaché à la commune de Pouma, situé dans le département de la Sanaga-Maritime et la région du Littoral.

## Population et développement
En 1967, la population de Sidongui I était de 407 habitants, essentiellement des Bassa. La population de Sidongui I était de 449 habitants dont 220 hommes et 229 femmes, lors du recensement de 2005. 